# Gstad

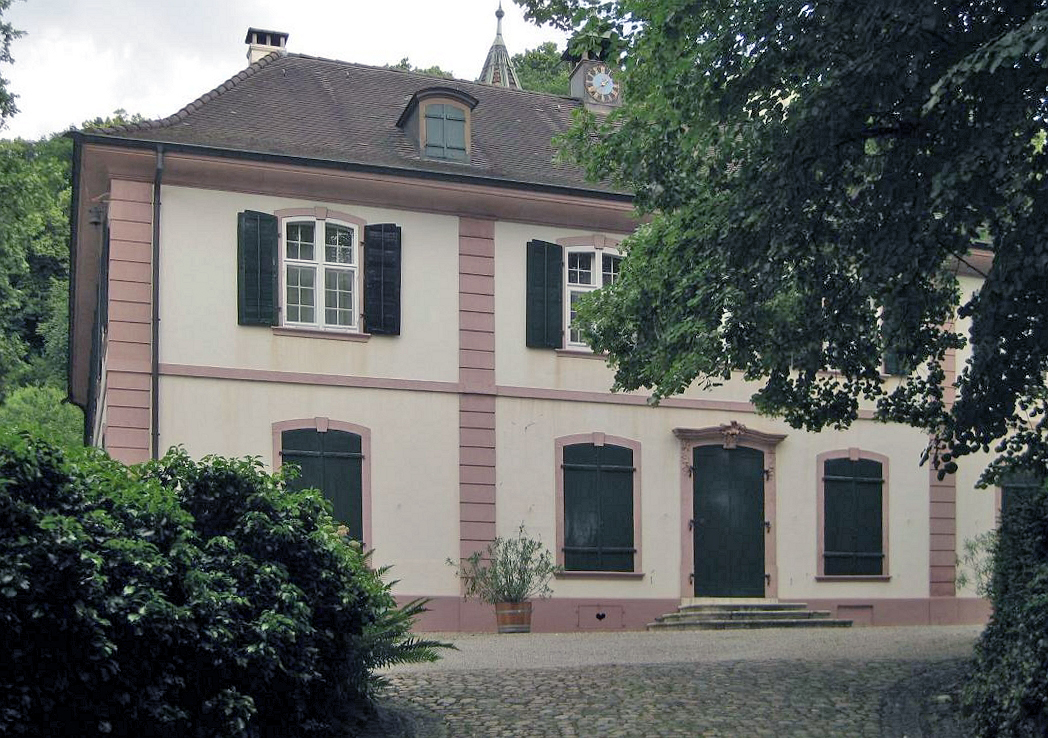
Bruckgut Münchenstein, Juni 2009

Gstad ist ein Quartier der Gemeinde Münchenstein im Kanton Basel-Landschaft. Das Gebiet Gstad, das sich von der Grenze zu Arlesheim im Süden bis zu den Birsbrücken beim Bruckgut im Norden erstreckt und das Bahnareal und die Industriestandorte bis hin zur Birs mit einschliesst, wird heute zur klaren begrifflichen Unterscheidung auch „Gstad Plus“ genannt. Die Kernzone Gstad misst rund 3,1 ha, die Fläche von Gstad Plus beträgt gut das Zehnfache. Vor der Korrektion der Birs befand sich auf dem Siedlungsgebiet nur ein Gehöft mit Herrschaftshaus, Schlössli genannt.

## Geschichte
Hof und Gut haben ihren Namen von ihrer Lage auf dem Gestade der Birs, die vor der Regelung ihres Laufs in viele Arme zerteilt in Münchenstein vorbeifloss. Nach Daniel Bruckner wird ein Hans von der Matten als erster bezeugter Gutsbesitzer genannt. Der erste Basler Besitzer war der Ratsherr und Deputat Melchior Gugger (1594–1650), Sohn des Läufelfinger Pfarrers J. J. Gugger. Kurz vor seinem Tod ging das Gstad über an den späteren Bürgermeister Johann Jakob Burckhardt. Unter diesem erhielt das Landgut allerlei Befreiungen und wuchs sich dadurch zu einem privilegierten Herrensitz aus. Nach dessen Tod kam das Gstad 1690 an seinen Sohn, den Predigerschaffner Hans Burckhardt. Danach machte das Gstad verschiedene Handänderungen durch, bis es 1720 von den Steckborner Handelsleuten Hans Georg und Johannes Deucher erworben wurde, die auch als Erbauer des Schlosses Bottmingen bekannt sind. Das Gut bestand damals aus Behausung, Hof, Stallung, Scheunen, Garten, Keller, Fischteich, Reben und Ackerland. Nach wenigen Jahren schon kam das Gstad aus dem Deucherschen Besitz durch Kauf in den Besitz von Frau Anna Katharina Stupanus-Linder, die selbiges 1744 an den Basler Gastwirt zum Wilden Mann Benedikt Kuder verkaufte. Noch zu dessen Lebzeiten ging das Gstad an den Sohn, den Ratsherrn und Appellationsrat Benedikt Kuder, über. Der Tod Kuders fällt in das Jahr 1780. In der Zeit von den 1840er bis in die 1880er Jahre war das Gstad meist im Besitz der Münchensteiner Familie Massmünster. Seit 1886 hat dann das Gstad in sehr reduziertem Zustande öfters die Hand geändert.

## Aufschwung
1870, als es darum ging, ob die Jurabahn im Birseck östlich oder westlich der Birs erbaut werden sollte, forderte die Gemeinde Münchenstein eine nahe beim Dorf gelegene Station mit der Begründung, ein Weinbaudorf müsse an das neue Verkehrsmittel angeschlossen sein. Bei der Eröffnung der Jurabahn 1875 bestand das Gstad nur aus dem Gstadhof und dem Stationsgebäude. Im Laufe der nächsten Jahre kamen etliche Liegenschaften, Industrie, Handwerk und Gewerbe dazu. Von 1906 an bringt das Gstad als Quartier seine Interessen in der Gemeindeversammlung vor. Die Votanten forderten vor allem, dass westlich des Trassees der Birseckbahn eine Strasse zu bauen sei (heute Tramstrasse).
Der grosse wirtschaftliche Aufschwung der Nachkriegszeit war von allen Quartieren Münchensteins im Gstad am deutlichsten spürbar. Die Menge der mit der Bahn transportieren Güter wuchs stetig. In den verschiedenen Firmen nahm die Zahl der Arbeitskräfte ständig zu.

## Perspektiven
Der Zonenplan von 1966, der fast das ganze Gstad der Industriezone zuteilte, erstickte sämtliche Wohnbauvorhaben. Eine gewisse Stagnation begann sich abzuzeichnen, die sich durch die Konjunktureinbrüche ab Ende der siebziger Jahre noch verschärfte. Nach und nach schlossen einige Läden und Gewerbebetriebe für den täglichen Bedarf, dazu noch Restaurants. Den Tiefpunkt dieses Trends bildete die Schliessung von Bahnhof und Post Münchenstein.